# Loi de transition juridique et constitutive de la République
Lire en ligne

(ca) Loi de transition juridique et constitutive de la République

La Loi de transition juridique et constitutive de la République (en catalan Llei de transitorietat jurídica i fundacional de la República) est un texte législatif destiné à assurer « la sécurité juridique, la succession ordonnée des administrations et la continuité des services publics, pendant le processus de transition de la Catalogne vers un État indépendant ». Elle est approuvée par le Parlement de Catalogne le 8 septembre 2017 comme loi 20/2017, pour entrer en vigueur en cas de victoire du « oui » à l'indépendance au référendum sur l'indépendance du 1er octobre ,.

## Contenu
La loi définit la Catalogne comme une république de droit, démocratique et sociale. Elle attribue la souveraineté nationale au peuple de Catalogne, se reconnait comme norme suprême jusqu'à l'approbation de la Constitution, proclame le respect du droit de l'Union européenne et du droit international.

## Suspension
Le même 8 septembre 2017, le Conseil d'État espagnol approuve la soumission au Tribunal constitutionnel espagnol d'un recours en inconstitutionnalité contre la loi. Le 12 septembre, le Tribunal décide de sa suspension.